# آجو کلونا
آجو کلونا (به اسپانیایی: Ajo Colluna) یک کوه در پرو است که در Peru, Arequipa Region واقع شده‌است. آجو کلونا ۵٬۲۵۵ متر بالاتر از سطح دریا واقع شده‌است.